# Floradalia major
Floradalia major är en tvåvingeart som beskrevs av Thompson 1963. Floradalia major ingår i släktet Floradalia och familjen parasitflugor. Inga underarter finns listade i Catalogue of Life.